# エミール・ボドー
ジャン＝モーリス＝エミール・ボドー（Jean-Maurice-Émile Baudot、1845年9月11日 - 1903年3月28日）は、フランスの電信技師。Baudot codeおよびそれを使用する多重化印刷電信システムを発明し、単線で複数の送信を可能にした。その結果、デジタル通信の先駆者となった。単位《ボー》は、この人物にちなむ。

## 若齢期
フランスのオート＝マルヌ県マニューで、農家のPierre Emile Baudotの息子として生まれる。Pierreはのちにマニューの長となった。正式な教育は地元の小学校に通ったのみであり、その後、父の農場で農作業を行った後に、1869年に見習いの技師としてフランス郵便電信局に入った。
モールス電信を使用する電信事業部局で鍛えられたヒューズは、さらに印刷電信システムに関する4か月の訓練コースに送られた。このことは彼が後に考案するシステムに影響を与えた。
普仏戦争に一時的に従軍した後、1872年にパリで民間人の職務に戻った。

## 電信
電信事業部局では、ヒューズの印刷電信機を使用して複数の電信メッセージを時間多重化するためのシステムの開発を、余暇に行うことを勧められた。ボドーは、その時代の印刷電信機のほとんどは文字が送信される短い間隔を除き、ほとんどの時間、回線が使用されていないことに気づいた。ボドーは、電信における時分割多重化の最初の応用を考案した。送信側と受信側で同期された時計仕掛けのスイッチを使用することで、5つのメッセージを同時に送信することができた。このシステムは5年後にフランスの郵便電信局により正式に採用された
1870年に電信符号を発明し、1874年に特許を取得した。これはオンとオフの間隔が等しい5ビットの符号であり、ローマ字、句読点及び制御信号の電信を送信することを可能にした。1874年または1875年までに（情報源により年が異なる）符号を送信するための電気機械のハードウェアも完成させた。彼の発明は、ヒューズの機器の印刷機構と、1871年にBernard Meyerにより発明されたディストリビュータと、カール・フリードリヒ・ガウスとヴィルヘルム・ヴェーバーにより考案された5ユニットの符号に基づいていた。ボドーはこれらを自身の独自のアイデアと組み合わせて、完全な多重化システムを作り上げた。

## ボドーのシステム

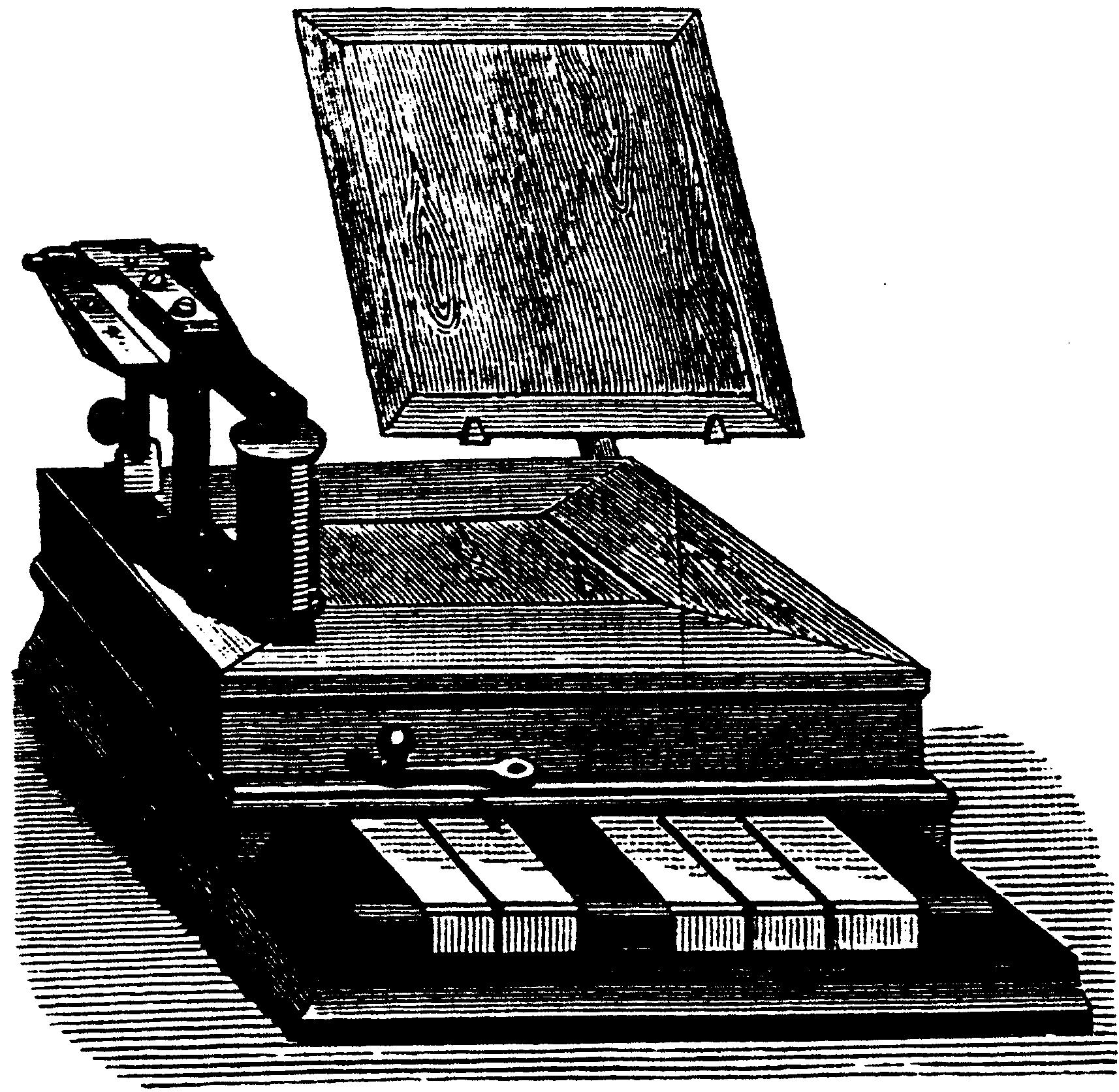
ボドーキーボード Journal télégraphique 1884年

1874年6月17日、ボドーは最初の印刷電信の特許（no. 103,898 "Système de télégraphie rapide"）を取得した。この電信では信号が自動的に活字に変換された。ボドーのハードウェアには3つの主なパーツ（キーボード、ディストリビュータ、紙テープ）がある。
各技師（最大4人）には単一のセクターが割り当てられた。キーボードにはピアノタイプのキーが5つあり、左手の2本の指と右手の3本の指で操作を行った。5つの単位符号は覚えやすいように設計された。キーが押されると接点が特定のキーボードに接続されたセクターを再び通すまでロックされる。キーボードのロックが解除され、次の文字を入力できるようになると、クリック音（「ケイデンス信号」と呼ばれる）で技師に通知される。技師は安定したリズムを維持する必要があり、通常の操作速度は毎分30語であった。
受信器もディストリビュータに接続されていた。電信線からの信号は対応する文字を紙テープに印刷するために復号される前に、5つの電磁石のセットに一時的に保存された。
このシステムの正確な動作は、送信側のディストリビュータが受信側のディストリビュータと同期していることと、技師が割り当てられたセクターを通過したときにのみ文字を送信することに依存していた。これは、ディストリビュータが技師に電信線の使用を許可したときのシステムのリズムの「ケイデンス」を厳密に観測することにより、30wpmの速度が達成された。

## 最初の使用
ボドーのシステムは1875年にフランスの電信局に受け入れられ、最初のオンラインでの試験が1877年11月12日にパリ・ボルドー間で行われた。1877年の終わりには、パリ-ローマ線（およそ1,700キロメートル (1,100 mi)）で二重ボルドーの運用が始まった。
ボドーの装置は、パリ万国博覧会 (1878年)で展示され、金メダルを獲得するとともにシステムを世界的に知らしめた。

## のちの経歴
発明したシステムが最初に成功した後、1880年に管理人 (Controller) に昇進し、1882年に検査技師 (Inspector-Engineer) に任命された。
1887年7月、Commercial Companyにより運用されていたウェストン＝スーパー＝メア・ノバスコシア州ウォータービル(en:Waterville, Nova Scotia)間の大西洋電信ケーブルにおいて、ダブルボドーが二重化され、ボドーの送信機と受信機をレコーダ代わりにして、試験に成功した。
1890年8月8日、パリ、ヴァンヌ、ロリアンの間に1本のワイヤを介して通信を確立した。1894年1月3日、パリとボルドーの間に三重の装置を設置した。これはそれ以前にヒューズの電信システムで問題が生じていた。1894年4月27日、パリ証券取引所とミラノ証券取引所の間で、新たな発明である再送信機を使用して、再び1本のワイヤの通信を確立した。
1897年、ボドーのシステムは、チャールズ・ホイートストンとCreedのシステムで使用されるモールステープのように、オフラインで準備される紙テープに切り替えることで改善された。その後、ボドーのディストリビュータにより制御されるテープリーダーが手動のキーボードに取って代わった。テープにはコード用に5列の穴があり、6列目にはリーダーの機構を介してテープを輸送するための小さな穴があった。ボドーの符号は、後にInternational Telegraph Alphabet Number Oneにより標準化された。
ボドーは考案したシステムについてフランス電信局からほとんど援助を受けておらず、1880年に1878年の万博により授与された金メダルを売らなければならないほど、自身の研究に資金を供給しなければならなかった。
ボドーの電信システムはフランスで徐々に採用され、その後他の国でも採用された。イタリアでは1887年に内陸部で最初に導入された。オランダは1895年、スイスは1896年、オーストリアとブラジルでは1897年に採用された。英国郵便局は1897年にロンドン・パリ間の単信回路に採用し、1898年からより汎用目的に使用した。1900年にドイツで、1904年にロシアで、1905年に英国西インド諸島で、1906年にスペインで、1909年にベルギーで、1912年にアルゼンチンで、1913年にルーマニアで採用された。

## 晩年
1890年1月15日にMarie Josephine Adelaide Langrognetと結婚したが、彼女はその3か月後の1890年4月9日に亡くなった。
電信の仕事を始めてすぐに、身体的な不安に苛まれ、この理由で頻繁に仕事を休み、1か月間休むこともあった。このことは、1903年3月28日に57歳でオー＝ド＝セーヌ県のソーで死去するまで影響した。

## Mimaultの特許訴訟
1874年、フランスの電信技師Louis Victor Mimaultは5本の別々の線を使用して送信する電信システムの特許を取得した。彼の特許が電信局により拒絶された後、MimaultはMeyerの電信の機能を組み込むように装置を改良し新たな特許を取得したが、これも拒絶された。その間にボドーが数週間前にプロトタイプの電信の特許を取得していた。
Mimaultはボドーよりも発明の優先権を有していることを主張し、1877年にボドーに対して特許訴訟を起こした。電信局とは無関係の3人の専門家からの証言を検討した裁判所はMimaultを支持し、ボドーの発明の優先権を彼に与え、ボドーの特許は単にMimaultの特許を改良したものであると判断した。どちらの発明者もこの判決に満足せず、最終的にはMimaultがすべての訴訟費用の支払いを命じられて取り消された。
Mimaultはその決定により神経質になり、エコール・ポリテクニークの2人の学生を撃ち負傷させた事件（起訴は取り下げられた）の後、特許の存続期間を延長するための特別法、10万フラン、レジオンドヌール勲章の選出を要求した。Jules Raynaud（電信研究の長）により支持された委員会はこの要求を拒否した。決定を聞いたMimaultはRaynaudを射殺し、10年の強制労働と20年の国外追放を宣告された。

## 栄誉など
- 1881 - Diploma of Honor from the International Electrical Exposition.
- 1882 - Gold medal from the en:Société d'Encouragement pour l'Industrie Nationale (SEIN)
- 1889 - Ampere Medal from SEIN
- 1878 - レジオンドヌール勲章のKnight's Cross
- 1882 - Knight of the Order of Leopold
- 1884 - Knight of the Order of Franz Joseph of Austria.
- 1891 - Cross of the Order of the Crown of Italy
- 1898 - レジオンドヌール勲章オフィシエ
- 1900 - 聖マウリッツィオ・ラザロ勲章ナイト
- 1901 - Knight of the Order of the Crown of Italy
- パリの17区にボドーにちなんだ通りがあったが、現在はない[7]。
- 1926年、国際電気通信連合の国際電信通信諮問委員会がベルリンで会議を行い、ボー（baud, Baudotの短縮形）を電信伝送速度の単位として指定することにより、ボドーの名を不滅のものにした。
- 1949年、フランスの郵便局は彼の肖像が描かれた切手を発行した。誤って、生年が1845ではなく1848と印刷されていた。切手は修正され、別の色で再印刷された。しかしながら、誤った切手は切手収集家の間で流通しており、修正後の切手よりも価値がある。